# Дубровино (Усть-Таркский район)
Дубро́вино — село в Усть-Таркском районе Новосибирской области. Входит в состав Дубровинского сельсовета.

## География
Площадь села — 25 гектаров.

## Население
| 2002 | 2007 | 2010 |
| ---- | ---- | ---- |
| 100  | ↘90  | ↗94  |

## Инфраструктура
В селе по данным на 2007 год функционируют 1 учреждение здравоохранения и 1 учреждение образования.